# Estadio Jorge Hernán "Cuty" Monge
El Estadio Jorge "Cuty" Monge está ubicado en la Villa Olímpica de Desamparados, San José, Costa Rica. El estadio se utiliza para la práctica del fútbol y presentaciones artísticas.

## Etimología
El estadio debe su nombre a Jorge Hernán "Cuty" Monge, exjugador de fútbol costarricense en las décadas de 1950 y 1960, y miembro de los Chaparritos de Oro.

## Historia
Durante varios años, el estadio estuvo abandonado. Sin embargo, a finales de 2006 el empresario costarricense Minor Vargas negoció con la Municipalidad de Desamparados para remodelar el estadio. Dichas obras fueron terminadas en 2008. El estadio cuenta con cancha sintética y tuvo una ampliación de graderías.

## Rehabilitación
Durante cuatro años, el equipo de fútbol Brujas FC careció de sede fija, llegando a utilizar varios estadios tales como el Antiguo Estadio Nacional de Costa Rica. En 2008 Minor Vargas, presidente de Brujas FC, negoció el uso del estadio por 10 años bajo un contrato que incluyó mejoras a la planta física del mismo. Sin embargo, el arresto de Vargas en Estados Unidos trajo problemas financieros al equipo, hasta que desapareció.
Para el Torneo de Invierno 2011, el estadio fue usado por el Orión F.C.-Desamparados.
En el Torneo de Verano 2017 fue utilizado de manera temporal por C.F. Universidad de Costa Rica.